# Juan Carlos Bazalar
Juan Carlos Bazalar Cruzado (Lima, 23 febbraio 1968) è un allenatore di calcio ed ex calciatore peruviano, di ruolo centrocampista.

## Palmarès

### Club

#### Competizioni nazionali
- Campionato peruviano: 4

Universitario: 1987, 1990, 1992, 1993

#### Competizioni internazionali
- Coppa Sudamericana: 1

Cienciano: 2003
- Recopa Sudamericana: 1

Cienciano: 2004